# Династија Ле
Династија Ле (виј. Hậu Lê triều), позната и као касна династија Ле, била је династија која је највише владала Вијетнамом, од 1428. до 1789. године, с кратким прекидом од шест година када је завладала династија Мак (1527—1533). Владавине ове династије обично се дели на два историјска раздобља: рано доба (1428—1527), када је владао потпуни апсолутизам, и обновљено доба (1533—1789), током којег су цареви владали под окриљем моћних вијетнамских породица Чињ и Нгуен. За време обновљеног доба, дошло је до избијања двају грађанска рата: од 1533. до 1592. водио се рат између династија Ле и Мак, у којем су се оне бориле ради обезбеђивања превласти на северу, а од 1627. до 1672. сукобиле су се породице Чињ на северу и породица Нгуен на југу услед чега је дошло до разједињења и поделе земље.
Родоначелник династије је био Ле Лој који је био устоличен за цара 1428. године, након што је била протерана војска Минга из Вијетнама. Врхунац је достигнут за време владавине Ле Тан Тонга, а моћ династије почела је да слаби након његове смрти 1497. Године 1527, династија Мак је узурпирала престо. Након што је обновљена династија Ле 1533, Маковци су побегли на крајњи север и наставили да претендују на престо. Од тада, цареви из династије Ле нису имали стварну власт. До тренутка када је династија Мак била коначно искорењена 1677, власт је фактички лежала у рукама породице Чињ на северу и породице Нгуен на југу, које су владале у име цара из династије Ле, док су заправо међусобно ратовале. Династија Ле је званично изумрла 1789. када су збачене с власти породице Чињ и Нгуен као резултат великог сељачког устанка који су подигли тројица браћа из династије Тејшон.
Династија Ле је проширила границе Вијетнама поразивши Чампу и додатно се проширивши на рачун територија данашњег Лаоса и Мјанмара. У време када је династија Тејшон преузимала власт, држава је скоро достизала величину данашњег Вијетнама. Такође је дошло до великих промена у вијетнамском друштву: претходно будистичка држава постала је конфучијанска након двадесетогодишње владавине Минга. Цареви из династије Ле увели су многе промене по узору на кинески систем, укључујући државну службу и разне законе. Оволико дуготрајна владавина ове династије приписује се успесима ранијих царева; вијетнамски народ није заборавио ослобађање земље од Минга под вођством Ле Лоја и златно доба док је цар био Ле Тан Тонг. Иако је владавина каснијих царева била често обележавана грађанским превирањима и сељачким побунама, мало ко се усуђивао да отворено оспори њихову моћ.
Током владавине ове династије, почетком 16. века Вијетнам се први пут сусрео с европским живљем и хришћанством.

## Историја

### Лам Сонов устанак (1418—1427)
Током четврте кинеске владавине над Вијетнамом, Ле Лој је предводио устанак против владавине династије Минг 1418. године, након две раније побуне два вијетнамска принца Тран Нгоја и Тран Кви Коанга 1409. и 1413. године, које је Минг војска угушила. Ле Лој је био члан клана Ле (黎) из Тањ Хоа, чије мешовито кинеско-вијетнамско порекло укључује Хан кинеског гувернера Ђуџена, Ле Нгока 黎玉 (535–618), који је предводио неуспелу побуну против царства Танг у 618. години. Ле Лој је био син богатог вијетнамског аристократe из Тан Хоа. Један кинески извор накратко помиње његов рани живот као званичника ниског ранга који је служио гувернеру Минга Хоанг Фуу. Он се придружио тајном таоистичком покрету у Лунг Нхају, Тан Хоа у зиму 1916, са још 18 људи. Они су се сви заклели да ће се борити против Минг Кинеза, и повратити вијетнамску независност и суверенитет.
Кампања Лам Сон („плава планина“) почела је дан након Тета (Лунарна Нова година) у фебруару 1418. године. У новембру 1424, Лам Сơн побуњеници су заузели цитаделу Не Ан у изненадном нападу из њихове базе у Лаосу, што је довело до повлачења етнички-вијетнамског Минговог команданта Луонг Њу Хота (Љанг Жуиху) на север. Са своје нове базе са густо насељеним становништвом Не Ан, побуњеничке снаге Ле Лоја су заузеле територију у савременом централном Вијетнаму, од Тањ Хоа до Да Нанга. До августа 1426. побуна Лам Сона је покренула офанзиву на северу са новим снагама против нове војске Минга којом је командовао Ванг Тонг задужен за одбрану северног Вијетнама. Нови владар Минга, цар Сјуанде, желео је да оконча рат са Вијетнамом, али су његови саветници позвали на још један напор да покори побуњену провинцију. Сходно томе, Минг власти су послале велику војску од око 100.000 људи у Вијетнам. Након кључне битке код Тот Донга – Чук Донга у октобру 1426, династија Минг се повукла до 1428. До почетка 1427. године, снаге Ле Лоја су контролисале већи део северног Вијетнама, напредујући све до јужног врха данашњег Гуангсија. Након преговора са Минг властима, Ле Лој је изабрао Тран Каоа за марионетског краља Анама који је номинално владао од 1426. до 1428. године.

### Рани период (1428—1527)

#### Ле Лој (1428—1433)
Године 1428, Ле Лој је успоставио династију Ле и преузео краљевско име Ле Тај То, примивши признање и формалну заштиту од династије Минг у трибутарном односу.
Године 1429. увео је кодекс Туан Тиена, углавном заснован на кодексу Танг, са тешким пресудама за коцкање, мито и корупцију. Ле Лој је одобрио земљишну реформу 1429. године која је одузела земљу људима који су сарађивали са Кинезима и поделила је међу сељацима и војницима без земље. Он није имао поверења у многе од својих бивших генерала, што је резултирало погубљењем двојице генерала Тран Нујен Хана и Фам Ван Саоа 1430. године, што вијетнамски историчари сматрају политичком чистком.
Ле Лојева владавина је била кратког века, пошто је умро 1433.

#### Ле Тај Тонг (1433—1442)
Ле Тај Тонг (黎太宗, владао 1433—1442) био је званични наследник Ле Лоја. Међутим, имао је само једанаест година, тако да је блиски пријатељ Ле Лоја, Ле Сат, преузео регентство над краљевством. Недуго након што је преузео званичну титулу цара Вијетнама 1438, Ле Тај Тонг је оптужио Ле Сата за злоупотребу власти и наложио је да се погуби. У децембру 1435. Тај Тонг је наредио генералу Ту Ма Тау да покори поглавара Таја Кам Квиуа који је имао војску од десет хиљада бораца у северозападном региону. У јануару 1436. године, цар је наредио да се направе путеви и канали од северозападног региона до престонице како би се људима из локалних племена показала супериорна моћ царског двора. Од 1437. до 1441. године, људи из племена Ај-Лао прешли су Анамитски ланац, и извршили препад на Тан Хоа и јужни Хунг Хоа (сада провинција Шơн Ла) уз помоћ локалних бораца предвођених Њим Син Туонгом потиснули су царску армију. Након тога је династија Ле почела је да се непријатељски односи према етничким мањинама у западном региону. На каменом споменику који је исклесан 1439. године за време владавине Тај Тонга пише је „Бон-Ман (Мунг Фуан) варвари су били против наше асимилације, треба их истребити до њиховог корена, а Сơн-Ман (Мионг и Чут) варварске пљачкаше, треба све елиминисати,...“
Према Мак–Трин верзији Комплетних анала Дај Вијета, нови цар је имао слабост према женама. Имао је много жена, а одбацивао је једну миљеницу за другом. Најистакнутији скандал била је његова афера са Нујен Ти Ло, супругом главног саветника његовог оца Нујен Тија Лộ. Афера је почела рано 1442. и наставила се када је цар отпутовао у дом Нујен Траја, који је био поштован као велики конфуцијански учењак.
Убрзо након што је цар напустио Трајев дом да настави обилазак западне провинције, разболео се и умро. У то време моћни племићи на двору су тврдили да је цар био отрован до смрти. Нујен Трај је погубљен као и његови сродници, што је била уобичајена казна за велеиздају у то време.